# Mekar Sentosa
Mekar Sentosa is een bestuurslaag in het regentschap Tebing Tinggi van de provincie Noord-Sumatra, Indonesië. Mekar Sentosa telt 3907 inwoners (volkstelling 2010).